# Rdzeniakomięśniak
Rdzeniakomięśniak (łac. medullomyoblastoma) – rzadki, pierwotny nowotwór złośliwy ośrodkowego układu nerwowego, rozwijający się w móżdżku. Należy do guzów zarodkowych. Charakteryzuje się obecnością dwóch typów komórek, mioblastów i słabo zróżnicowanych komórek nerwowych. Guz częściej występuje u płci męskiej.